# Paul Carton
Paul Joseph Edmond Carton (Meaux (Seine-et-Marne), 12 de março de 1875 – Limeil-Brévannes, 20 de outubro de 1947) foi um médico francês.

## Filosofia
Carton era católico e tinha opiniões antimaterialistas. Suas idéias sobre a medicina naturista foram influenciadas pelo catolicismo e pela filosofia vitalista. Seus princípios dietéticos ficaram conhecidos como cartonianismo. Havia um elemento religioso em seus princípios dietéticos. Sua crença no pecado original , no inferno e no sacrifício cristão foi fundamental para sua visão de mundo médica. Ele sustentava a ideia de que a saúde deveria ser conquistada e que a dor tinha um papel purificador. A doença era o resultado da violação das leis físicas e mentais.
Carton também estava interessado em ocultismo. Ele acreditava que os humanos são um microcosmo refletindo o macrocosmo do universo. Ele argumentou que os humanos estão em constante evolução, assim como o universo, e que a evolução dotou as pessoas de vastos estados de consciência. Sua filosofia combinava ocultismo e vegetarianismo em um sistema de saúde mental e física.

## Publicações selecionadas
- La Tuberculose par arthritisme. Étude Clinique. Traitement rationnel et pratique (1911)
- Les Trois Aliments meurtriers: la viande, le sucre, l'alcool (1912), trad. The Three Lethal Foods: Meat, Sugar and Alcohol
- Consumption Doomed (trad. Dorothy Richardson, 1913)
- Some Popular Foodstuffs Exposed (trad. Dorothy Richardson, 1913)
- La Cure de soleil et d'exercices (1917)
- Traité de médecine, d'alimentation et d'hygiène naturistes (1920)
- Le Dialogue de la santé (1922)
- Le Naturisme dans Sénèque (1922)
- Bienheureux Ceux qui souffrent (1923)
- L'Essentiel de la doctrine d'Hippocrate (1923)
- La Cuisine simple (1925), (translated by Elizabeth Lucas as Simple Vegetarian Cookery, 1931)
- Le Faux Naturisme de Jean-Jacques Rousseau (1931)